# Cantone di Belmont-sur-Rance
Il Cantone di Belmont-sur-Rance era una divisione amministrativa dell'arrondissement di Millau.
A seguito della riforma approvata con decreto del 21 febbraio 2014, che ha avuto attuazione dopo le elezioni dipartimentali del 2015, è stato soppresso.

## Composizione
Comprendeva i comuni di:
- Belmont-sur-Rance
- Montlaur
- Murasson
- Mounes-Prohencoux
- Rebourguil
- Saint-Sever-du-Moustier